# (467124) 2016 EP74
(467124) 2016 EP74 es un asteroide perteneciente al cinturón de asteroides, descubierto el 25 de marzo de 2006 por el equipo Spacewatch desde el Observatorio Nacional de Kitt Peak (Arizona, Estados Unidos).